# Krompachy
Krompachy (deutsch Krompach, älter auch Krombach; ungarisch Korompa) ist eine Stadt in der Ostslowakei mit 8587 Einwohnern (Stand 31. Dezember 2024).

## Geographie

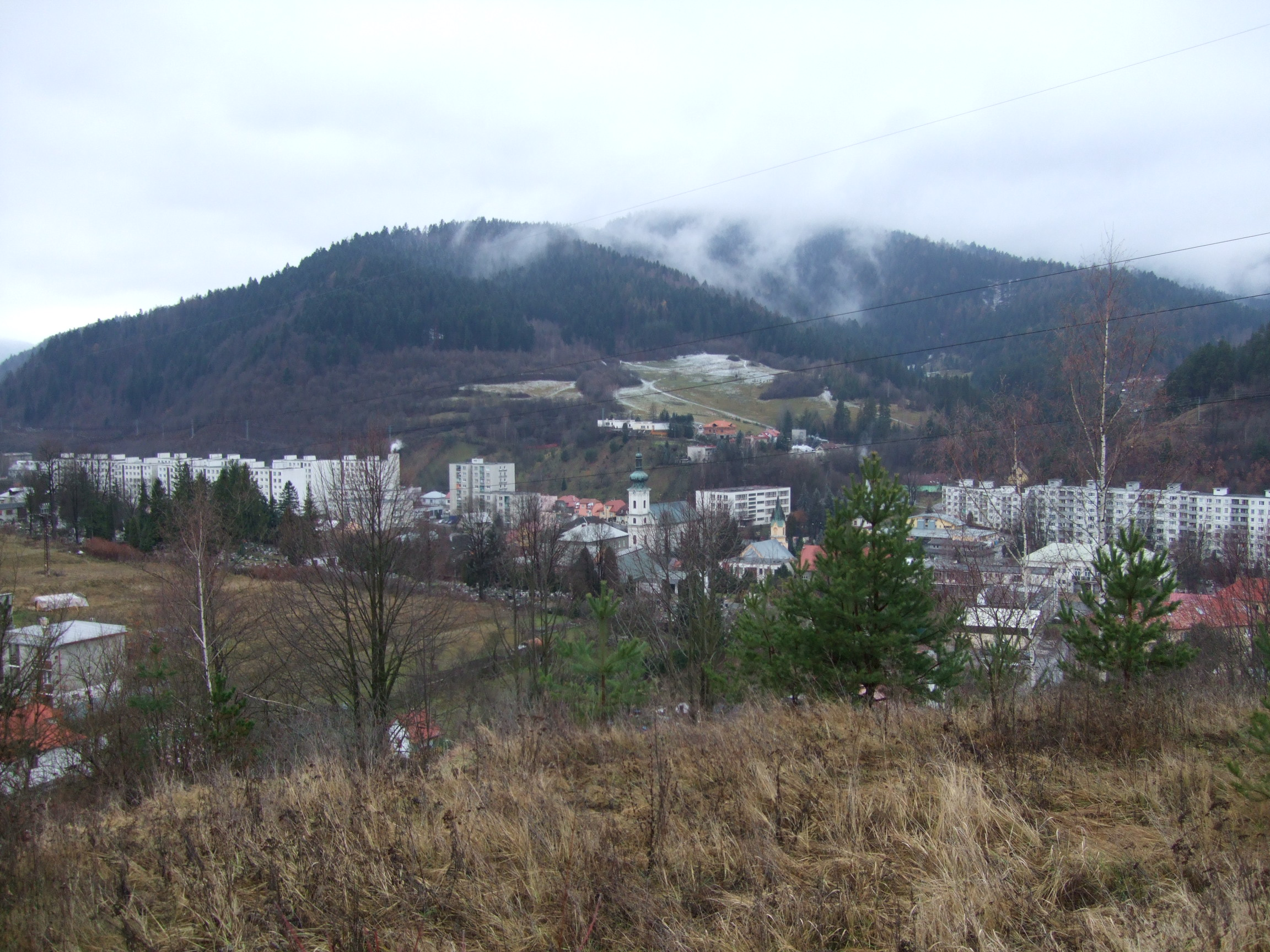
Blick auf die Innenstadt von Krompachy

Krompachy liegt in der traditionellen Region Zips (Spiš). Geographisch befindet sich die Stadt im Slowakischen Erzgebirge am rechten Ufer des Hornád. Das bebaute Ortsgebiet erstreckt sich beiderseits des Hornád-Zuflusses Slovinský potok. Nördlich der Stadt erhebt sich das Gebirge Branisko. Das Stadtzentrum liegt auf einer Höhe von 379 m n.m. und ist 28 Kilometer von Spišská Nová Ves sowie 45 Kilometer von Košice entfernt.
Neben dem Hauptort Krompachy hat die Gemeinde einen Ortsteil namens Zemianska Strana (deutsch Adelshütte).
Nachbargemeinden sind Kaľava im Norden, Richnava im Nordosten, Kluknava im Osten, Žakarovce im Südosten, Gelnica und Slovinky im Süden, Spišské Vlachy im Südwesten und Kolinovce im Westen.

## Geschichte

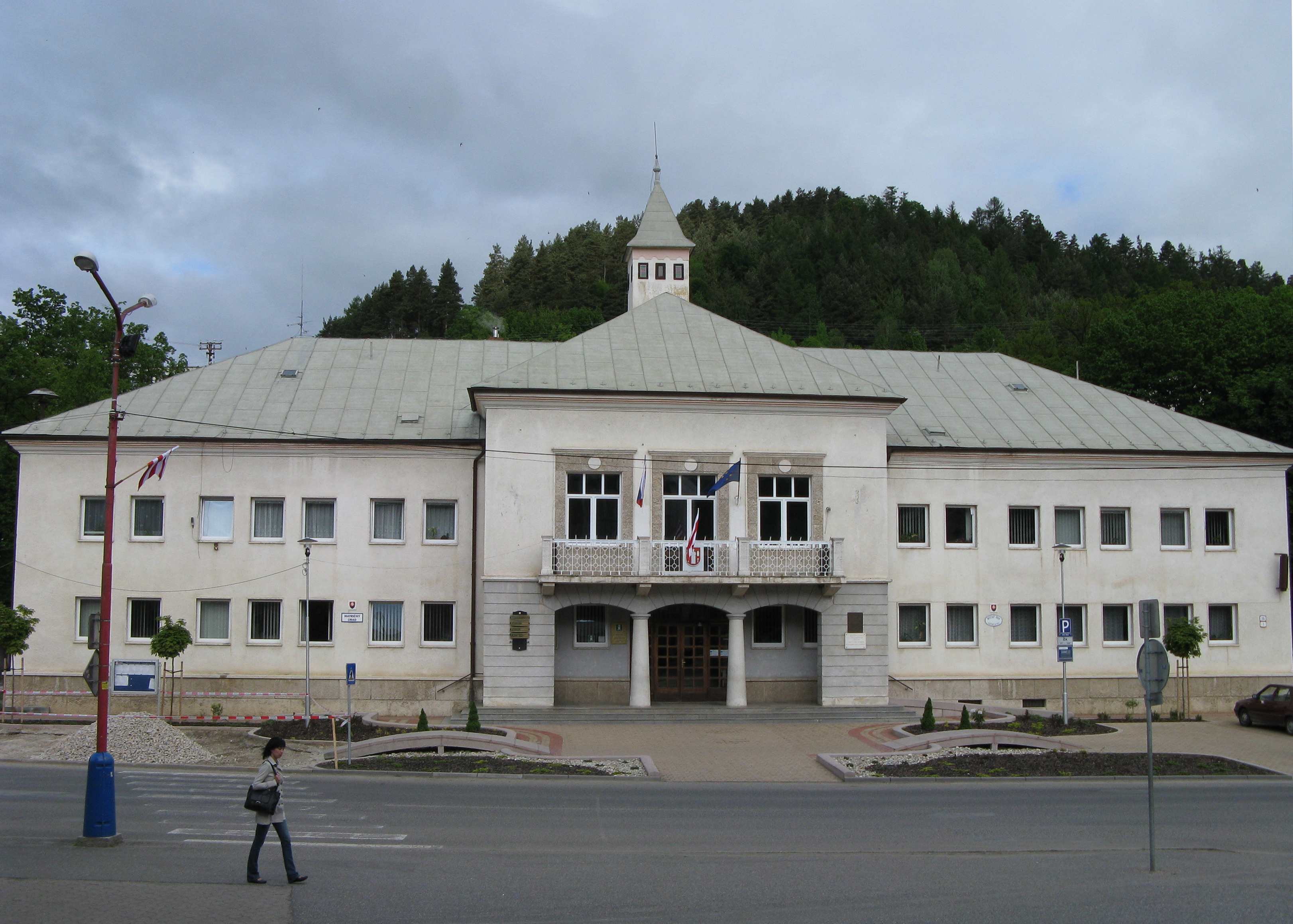
Rathaus von Krompachy

Krompachy wurde 1282 zum ersten Mal in einer Urkunde des Königs Ladislaus IV. schriftlich erwähnt und gehörte damals zum Herrschaftsgut der Zipser Burg. Schon im 14. Jahrhundert gibt es Nachweise über Kupferhandel, Marktrechte und ähnlich, dennoch war die Entwicklung durch ständige Kriege oder Streitereien ständig gebremst. Nach einer Vereinbarung mit damaligem Landherr im Jahr 1602 wurde Untertanenarbeit durch Steuerabgaben ersetzt und seither war die Stadt als Königliche Freie Stadt angesehen.
Die Stadt wurde im 19. Jahrhundert industrialisiert, mit dem Bau eines Eisen- und Walzenwerks im Jahr 1841. Den Höhenpunkt erreichte die Stadt gegen Jahrhundertwende des 19. und 20. Jahrhunderts, als das Eisenwerk 3500 Angestellte hatte und war das größte Eisenwerk im damaligen Königreich Ungarn, mit Produktion von 85.000 Tonnen Roheisen 100.000 Tonnen Stahl pro Jahr.
Nach dem Zerfall von Österreich-Ungarn und der Eingliederung in die Tschechoslowakei kam das Wachstum zum Erliegen, beeinflusst durch die politischen Auseinandersetzungen und die wirtschaftliche Krise nach dem Ersten Weltkrieg. Besonders bekannt ist der Aufstand von Krompachy (slowakisch Krompašská vzbura) am 21. Februar 1921, der mit einer blutigen Schießerei der Armee endete und vier Tote und 14 Verletzte mit sich brachte. Das Eisenwerk wurde 1923 liquidiert. Das 1937 gebaute Kupferwerk wurde während des Zweiten Weltkriegs zerstört, 1951 aber wiederhergestellt, zusammen mit dem 1948 erbauten elektrotechnischen Werk.
In den letzten Jahren hat sich neben den beiden existierenden Industriebetrieben auch Tourismus entwickelt. Hierbei ist das Wintersport-Areal Plejsy zu erwähnen.

## Bevölkerung
| Jahr:                | 1994. | 2004.   | 2014.   | 2024.   |
| -------------------- | ----- | ------- | ------- | ------- |
| Anzahl der Personen: | 8442  | 8870    | 8889    | 8587    |
| Unterschied:         |       | +5,06 % | +0,21 % | -3,39 % |

| Jahr:                | 2023. | 2024.   |
| -------------------- | ----- | ------- |
| Anzahl der Personen: | 8584  | 8587    |
| Unterschied:         |       | +0,03 % |

Ergebnisse nach der Volkszählung 2001 (8812 Einwohner):
| Nach Ethnie: - 87,14 % Slowaken - 8,35 % Roma - 0,56 % Tschechen - 0,09 % Polen - 0,07 % Magyaren - 0,05 % Deutsche | Nach Religion: - 70,14 % römisch-katholisch - 14,54 % konfessionslos - 7,29 % keine Angabe - 3,38 % orthodox - 2,33 % griechisch-katholisch - 1,68 % evangelisch |

## Sehenswürdigkeiten
- römisch-katholische Kirche im barock-klassizistischen Stil von 1774
- evangelische Kirche im pseudogotischen Stil
- barock-klassizistisches Landschloss
- Hammerwerk-Gebäude in Stará Maša
- Hochofen aus dem Jahr 1832

## Wirtschaft
Krompachy ist der Sitz der Kupferhütte Kovohuty, a.s., welche im Jahr 2019 rund 150 Mitarbeiter beschäftigte. Sie ist eine Tochtergesellschaft der österreichischen Montanwerke Brixlegg AG.
Weitere Industrieunternehmen sind die Gießerei Zlieváreň SEZ Krompachy und das Elektrotechnikunternehmen SEZ Krompachy.

## Verkehr
Die Stadt besitzt einen Bahnhof an der Bahnstrecke Košice–Žilina. Durch den Ort verläuft die Landesstraße II/547 (Košice–Margecany–Spišské Vlachy).

## Städtepartnerschaften
- Békéscsaba, Ungarn
- Gaszowice, Polen
- Nădlac, Rumänien
- Rýmařov, Tschechien

## Söhne und Töchter der Stadt
- Albin Csáky (1841–1912), ungarischer Politiker, Geheimer Rat, Minister für Kultus und Unterricht und Hofbeamter
- Ludwig von Tetmajer (1850–1905), Professor des Zürcher Polytechnikums
- Zsolt Harsányi (1887–1943), ungarischer Theaterleiter und Schriftsteller
- Ludwig (Lale) Sokolov (1916–2006), Holocaust-Überlebender und Tätowierer von Auschwitz[5]
- Bartolomej Urbanec (1918–1983), Komponist und Dirigent
- Friedrich Gottas (1940–2020), österreichischer Historiker und Professor für Allgemeine Geschichte der Neuzeit an der Universität Salzburg
- Ondrej Lenárd (* 1942), Dirigent
- Igor Kováč (* 1969), Sprinter
- Ladislav Strompf (* 1969), Eishockeyspieler